# Lincos
Lincos (łac. lingua + cosmica - język kosmiczny) - język opracowany w 1960 roku przez holenderskiego matematyka Hansa Freudenthala przeznaczony do nawiązania łączności z hipotetycznymi cywilizacjami pozaziemskimi za pomocą łączności radiowej.
Autor doszedł do wniosku, że język musi być łatwy do zrozumienia, a zarazem posiadać możliwość przetłumaczenia nań całą zdobytą wiedzę ludzkości. Słownik lincos bazuje na liczbach naturalnych i podstawowych działaniach systemu binarnego.